# Рокінггем (округ, Вірджинія)
Шаблон:StateAbbr_ 38°31′ пн. ш. 78°53′ зх. д. / 38.52° пн. ш. 78.88° зх. д.
Округ Рокінггем (англ. Rockingham County) — округ (графство) у штаті Вірджинія, США. Ідентифікатор округу 51165.

## Історія
Округ утворений 1778 року.

## Демографія
За даними перепису 2000 року загальне населення округу становило 67725 осіб, зокрема міського населення було 22473, а сільського — 45252. Серед мешканців округу чоловіків було 33340, а жінок — 34385. В окрузі було 25355 домогосподарств, 18899 родин, які мешкали в 27328 будинках. Середній розмір родини становив 3,02.
Віковий розподіл населення поданий у таблиці:
| Стать    | До 15 років | 15-21 | 22-29 | 30-39 | 40-49 | 50-65 | 65-85 | Понад 85 |
| -------- | ----------- | ----- | ----- | ----- | ----- | ----- | ----- | -------- |
| Чоловіки | 7093        | 3380  | 3085  | 5060  | 5345  | 5425  | 3641  | 311      |
| Жінки    | 6791        | 3186  | 3009  | 4992  | 5354  | 5574  | 4662  | 817      |

## Суміжні округи
- Гарді, Західна Вірджинія — північ
- Шенандоа — північний схід
- Пейдж — схід
- Грін — південний схід
- Албемарл — південний схід
- Огаста — південний захід
- Пендлтон — захід
- Гаррісонсбург — анклав

## Виноски
1. ↑  U.S. Decennial Census. United States Census Bureau. Процитовано 5 січня 2014.
2. ↑  Historical Census Browser. University of Virginia Library. Архів оригіналу за 11 серпня 2012. Процитовано 5 січня 2014.
3. ↑  Population of Counties by Decennial Census: 1900 to 1990. United States Census Bureau. Процитовано 5 січня 2014.
4. ↑  Census 2000 PHC-T-4. Ranking Tables for Counties: 1990 and 2000 (PDF). United States Census Bureau. Процитовано 5 січня 2014.
5. ↑  State & County QuickFacts. United States Census Bureau. Архів оригіналу за 7 червня 2011. Процитовано 5 січня 2014.(англ.) Наведено за англійською вікіпедією.
6. ↑  American FactFinder. Бюро перепису населення США. Архів оригіналу за 26 лютого 2012. Процитовано 31 січня 2008.

| США | Це незавершена стаття з географії США. Ви можете допомогти проєкту, виправивши або дописавши її. |